# Human (album Rag'n'Bone Man)
Human è il primo album in studio del cantautore britannico Rag'n'Bone Man, pubblicato il 10 febbraio 2017 dalla Columbia Records.

## Descrizione
L'album, prodotto da Jonny Coffer, Braque e Two Inch Punch, vede la partecipazione nella scrittura e composizione dei brani di Jamie Hartman, Simon Aldred, Jamie Scott e Mark Crew.

## Successo commerciale
Il progetto discografico ha debuttato al numero uno della UK Albums Chart con 117 000 copie vendute, rendendolo l'album di debutto più venduto da un artista maschile durante gli anni 2010 nel Regno Unito.
L'album diviene il quarto album più venduto del 2017 con oltre 1,6 milioni di copie vendute globalmente.

## Tracce
1. Human – 3:20
2. Innocent Man – 3:06
3. Skin – 3:59
4. Bitter End – 3:39
5. Be the Man – 3:14
6. Love You Any Less – 4:21
7. Odetta – 3:36
8. Grace – 3:31
9. Ego – 3:17
10. Arrow – 3:21
11. As You Are – 3:48
12. Die Easy – 2:32

Tracce bonus nell'edizione deluxe
1. The Fire – 3:42
2. Fade to Nothing – 3:42
3. Life in Her Yet – 2:53
4. Your Way or the Rope – 3:24
5. Lay My Body Down – 3:36
6. Wolves – 2:55
7. Healed – 2:56

## Classifiche
| Classifica (2017) | Posizione massima |
| ----------------- | ----------------- |
| Australia         | 3                 |
| Austria           | 4                 |
| Belgio (Fiandre)  | 1                 |
| Belgio (Vallonia) | 2                 |
| Canada            | 9                 |
| Francia           | 1                 |
| Germania          | 2                 |
| Irlanda           | 1                 |
| Italia            | 12                |
| Nuova Zelanda     | 3                 |
| Polonia           | 14                |
| Portogallo        | 9                 |
| Regno Unito       | 1                 |
| Repubblica Ceca   | 1                 |
| Spagna            | 71                |
| Svizzera          | 1                 |
| Svezia            | 13                |

### Classifiche di fine anno
| Classifica (2018) | Posizione |
| ----------------- | --------- |
| Francia           | 82        |